# Hansen Lake, Sudbury
Hansen Lake är en sjö i Kanada.   Den ligger i distriktet Sudbury och provinsen Ontario, i den sydöstra delen av landet, 700 km väster om huvudstaden Ottawa. Hansen Lake ligger 456 meter över havet. Arean är 0,30 kvadratkilometer. Den ligger vid sjöarna  Loon Cry Lake och Topham Lake. Den sträcker sig 0,9 kilometer i nord-sydlig riktning, och 0,7 kilometer i öst-västlig riktning.
I omgivningarna runt Hansen Lake växer i huvudsak blandskog. Trakten runt Hansen Lake är nära nog obefolkad, med mindre än två invånare per kvadratkilometer.